# Dama (Trommel)

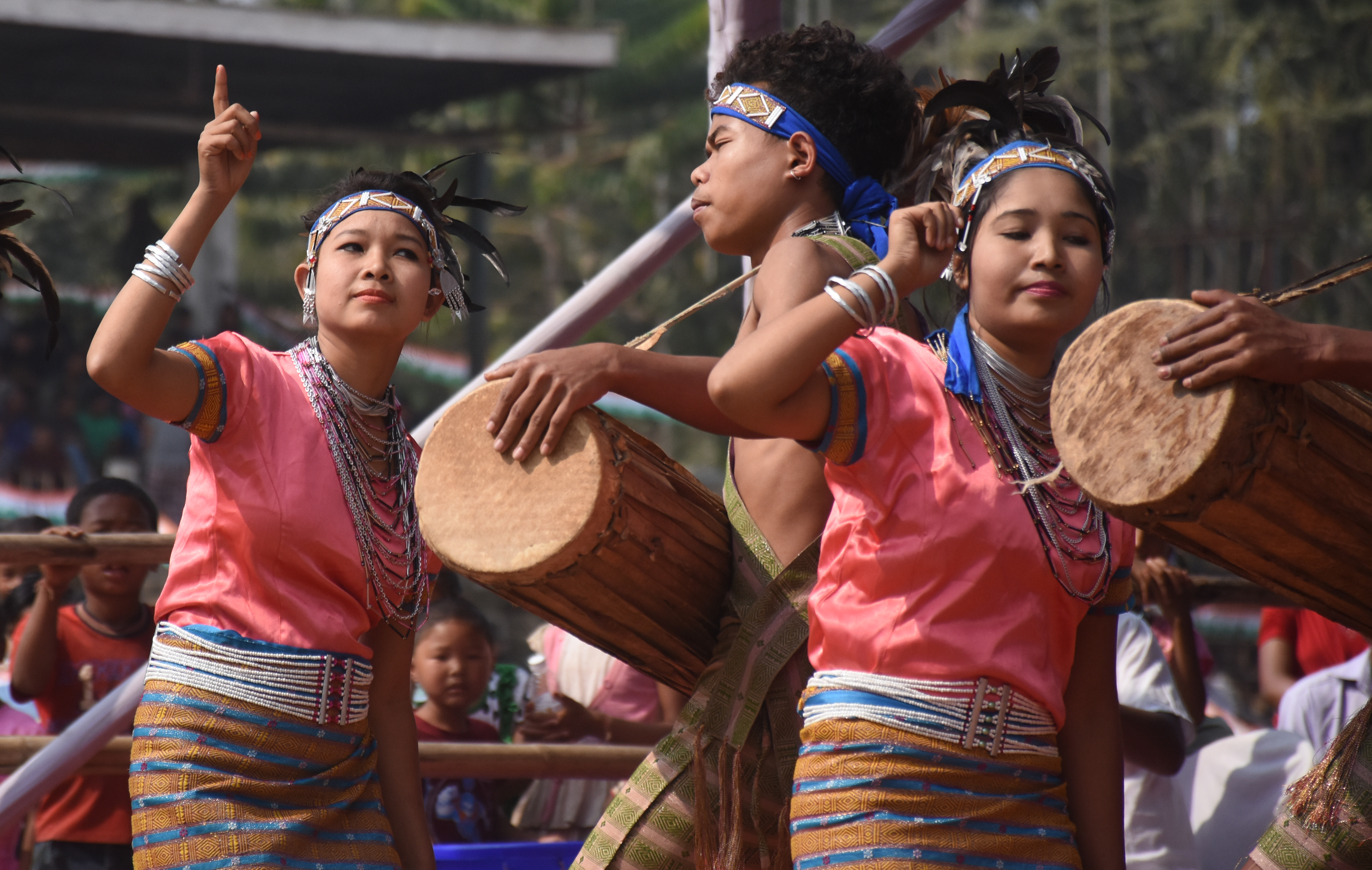
Volkstanz der Garo beim Erntedankfest Wangala mit mehreren dama

Dama ist eine zweifellige, mit den Händen auf beiden Seiten geschlagene Röhrentrommel beim Volk der Garo im nordostindischen Bundesstaat Meghalaya. Die dama wird nur für bestimmte Anlässe in der rituellen Musik und zur Tanzbegleitung gespielt, sie prägt das große Trommelorchester, das auf dem Höhepunkt des jährlichen Wangala-Erntedankfestes auftritt.

## Bauform und Verbreitung
Das Wort dama taucht neben zahlreichen weiteren Bezeichnungen für Musikinstrumente in den Schriften der assamesischen Dichter Ram Saraswati und Srimat Bhagawad im 17. Jahrhundert auf. Der Hofdichter des Ahom-Königs von Garhgaon (Assam), Ram Chandra Barpati, listet im selben Jahrhundert unter anderem die Perkussionsinstrumente (sanskrit avanaddha vadya) dhola, dagar, dama, nagara, kahal, tabala (von tabl), damra (damaru) und kartala (Zimbel).
Der Korpus besteht aus einer schlanken, leicht konischen Röhre, die aus dem Stamm eines Jackfruchtbaums geschnitzt wurde. Die übliche Länge beträgt im Abeng-Dialektgebiet etwa 113 Zentimeter, ein Instrument misst 106 Zentimeter, wobei größere Längenangaben von etwa 150 Zentimetern und 150 bis 180 Zentimetern sich nur auf Instrumente beziehen können, die nicht mehr beidseitig spielbar sind. Der Felldurchmesser an der weiten Seite (bidag) beträgt 24 Zentimeter und an der schmalen Seite (bichok) 17 Zentimeter. Die Felle bestehen aus Rinder- oder Wasserbüffelhaut, sie werden mit einer V-förmigen Verschnürung aus breiten Hautstreifen (barar) gegeneinander verspannt. Die Verspannung greift an einem auf beiden Seiten im Kreis umlaufenden Hautstreifen, der durch Einschnitte am umgebogenen Rand der Felle geschlauft wurde. Sie besteht aus mehreren endlos verknoteten Streifen und kann zum Stimmen nachgezogen werden.
Der Trommler schlägt die Felle mit ausgestreckten Armen und meist beiden Händen zugleich, bei besonderen Anlässen auch mit Stöcken. Er sitzt beim Spielen auf einem niedrigen Hocker mit der Trommel auf den Knien quer vor sich, bei Festveranstaltungen spielt er im Stehen, wobei die Trommel an einem Riemen, der über der linken Schulter verläuft, in Hüfthöhe waagrecht vor dem Körper hängt.
Derart schlanke und lange Röhrentrommeln sind ungewöhnlich, in ihrer Form und Funktion entsprechen sie am ehesten den indischen Doppelkonustrommeln, besonders der ebenfalls schlanken pung in Manipur. Eine vergleichbare Röhrentrommel mit unterschiedlich großen Felldurchmessern ist die bengalische khole mit 75 Zentimetern Länge, die wegen ihrer Verwendung in der religiösen Musik (kirtan) auch Sri khole genannt wird (Sri ist eine respektvolle Anrede für Hindus).
Die tibetobirmanischen Völker im Grenzgebiet zu Bhutan spielen dagegen wesentlich größere, aber kürzere Zylindertrommeln. Hierzu gehören die thado kuki, die Hruso-Sprecher in Arunachal Pradesh am Boden liegend spielen und die Zylindertrommel der Sherdukpen im dortigen Kameng-Distrikt. Sie wird von einer Person getragen, während zwei andere mit Stöcken auf die beiden Felle schlagen.

## Spielweise

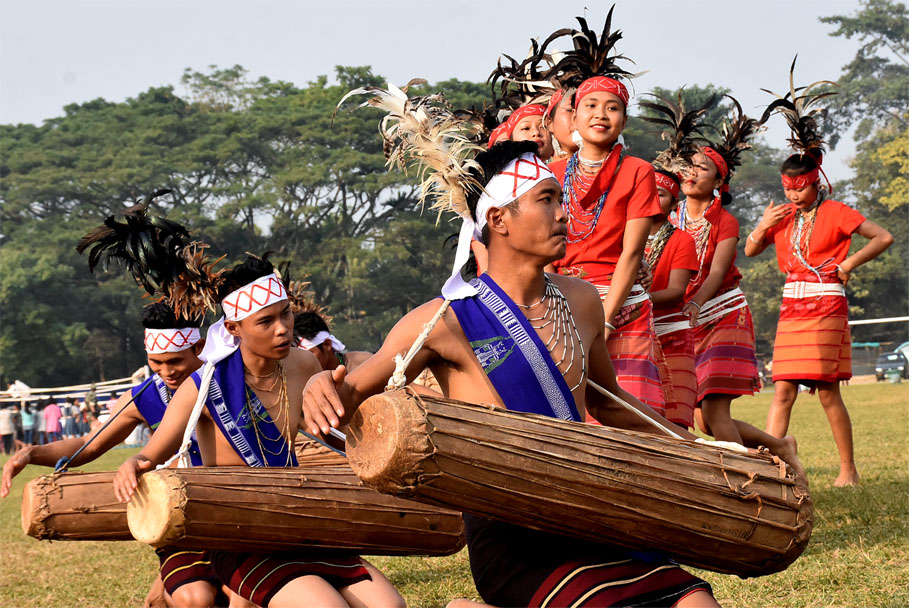
Dama beim dreitägigen Kulturfest Awe, das jedes Jahr im Dezember stattfindet.

Die dama wurden früher im Junggesellenhaus nokpante (Garo-Sprache nok, „Haus“ und pante, „unverheiratete junge Männer“) aufbewahrt, das in der Mitte des Dorfes stand und von Frauen nicht betreten werden durfte, jedenfalls nicht über die Haupttreppe. Dies war der kulturelle Treffpunkt, in dem sich auch erwachsene Männer trafen, Gäste untergebracht wurden und die Jugendlichen Musizieren lernten. Nach der britischen Eroberung des Garo-Hochlandes 1872 gegen die sich mit Speeren, Schwertern (millam) und Holzschilden (sepi) verteidigenden Einwohner verschwanden allmählich die nokpante. Heute hängen die dama an den Wänden der Wohnhäuser.
Es gibt gewisse kulturelle Einschränkungen beim Gebrauch der dama; sie wird meist im Dorf gespielt und nur selten auf die Felder mitgenommen. Ihr Einsatz ist beschränkt auf die Zeit zwischen dem Wangala-Fest, das im Oktober/November stattfindet, und der Agalmaka-Zeremonie, die nach dem beim Wanderfeldbau üblichen Abbrennen (jhum) der Gras- und Bambusflächen (aba) im März abgehalten wird. Agalmaka beinhaltet ein Hühneropfer vor der kommenden Aussaat, um den Regengott aktiv werden zu lassen.
Das größte Jahresfest der Garo ist das dreitägige Wangala, auch „Hundert-Trommel-Fest“, mit dem der Gottheit Misi Saljong für die reiche Ernte gedankt wird. Misi Saljong lehrte als erster die Garo ihr Land zu bestellen. Das Fest findet an mehreren Orten statt, das größte im Dorf Asanang im Tehsil (Subdistrikt) Ronggram im Distrikt West Garo Hills. Hauptattraktion sind 100 Trommelspieler und weit mehr Tänzer, die in Gruppen aus der nordostindischen Region und aus Bangladesch anreisen. Nach dem Wangala-Fest veranstaltet jede Familie in ihrem Haus ein zeremonielles Reisessen. Das Dorfoberhaupt (sangnakma) besucht reihum jedes Haus und schneidet einen Kürbis auf, der als Opfer dargebracht wird. Im Anschluss daran tanzen die Frauen einen alten Kriegsvorbereitungstanz zur Begleitung von mehreren dama und Büffelhörnern (aaduri).
Neben diesen beiden großen Jahresfesten gibt es Zeremonien, die nicht mit dem Feldbau in Zusammenhang stehen, wie der ehemalige Kriegstanz Grika, den alte Männer mit einem Schwert in der rechten und einem Schild in der linken Hand zur Vertreibung böser Geister aufführen. Begleitet werden sie von damas, gelegentlich zusammen mit der kram, einer heiligen, zweifelligen, langen und schmalen Fasstrommel.
Zu den meisten Zeremonien gehören Gemeinschaftstänze, an denen Männer und Frauen teilnehmen. Die dama sorgt für die Grundschläge, während der Buckelgong rang und Naturtrompeten (Büffelhörner) den Rhythmus ausgestalten. Manche Gruppentänze und Prozessionen werden vom Dorfoberhaupt angeführt, dem ein männlicher kram-Spieler folgt. In der zweiten und dritten Reihe agieren die beiden führenden dama-Trommler, deren Instrumente (dadia) auf unterschiedliche Tonhöhen gestimmt sind. Die höher tönende dama heißt dadigipa, die tiefere rikkakgipa. Sie geben durch rhythmische Änderungen einen Wechsel des Tanzstils vor. Dahinter spielen die übrigen männlichen und weiblichen dama-Trommler in einer Reihe.
Die Schläge auf der dama sind auf große Entfernung zu hören. Für Volkslieder, manche Tänze und nächtliche Rituale sind die leiseren Töne der geschlagenen Röhrenzither chigring besser geeignet. Für ihre Verwendung gibt es keine Restriktionen, sie dient daher Jugendlichen als Übungsinstrument, auf dem sie das dama-Spiel erlernen. Von größter religiöser Bedeutung ist dagegen die nagra, eine dickbauchige, mit Stöcken gespielte Kesseltrommel aus Ton, die niemals das Haus verlässt.